# Palácio al-Maachiq
Palácio presidencial al-Maachiq (em árabe: القصر الرئاسي  المعاشيق, "palácio dos amantes") foi a sede e a residência do Presidente da República Democrática Popular do Iêmen. Atualmente é a sede do governo iemenita liderado por Rashad al-Alimi. Está localizado à beira-mar em Adem, na área de Kraytar..

## História
De 1970 a 1986, o palácio serviu como um edifício de recepção e, em 1986, Ali Salem al-Beidh, secretário-geral do Partido Socialista Iemenita e líder de facto do Iêmen do Sul, decidiu usá-lo como palácio presidencial.
Muitos anos depois, após a unificação do país, o palácio se torna a residência do presidente Abd Rabbuh Mansur Al-Hadi após sua fuga para Adem no contexto da Guerra Civil Iemenita.
Em abril de 2015, como parte da Batalha de Adem, o palácio foi brevemente conquistado pelos houthis, forçando Hadi a exilar-se na Arábia Saudita. Os houthis finalmente se retiram com os raides da Operação Tempestade Decisiva.
Em outubro de 2015, o palácio foi reformado pelos Emirados Árabes Unidos, depois de ter sido danificado pelos combates.
Em 28 e 29 de janeiro de 2016, o grupo Estado Islâmico no Iêmen reivindica uma série de ataques contra o palácio.
Em 28 de janeiro de 2018, pouco depois da expiração de um ultimato visando a demissão do governo, os separatistas sulistas tomaram o controle de partes da cidade de Aden. Na noite de 29 de janeiro, os separatistas cercam o palácio presidencial al-Maachiq, onde o governo está entrincheirado. Com essa ação, os separatistas controlam quase toda a cidade. O conflito termina após uma mediação da coalizão árabe. No final dessas negociações, os separatistas devolvem três bases militares ao exército e levantam o cerco ao palácio.